# George Grosz

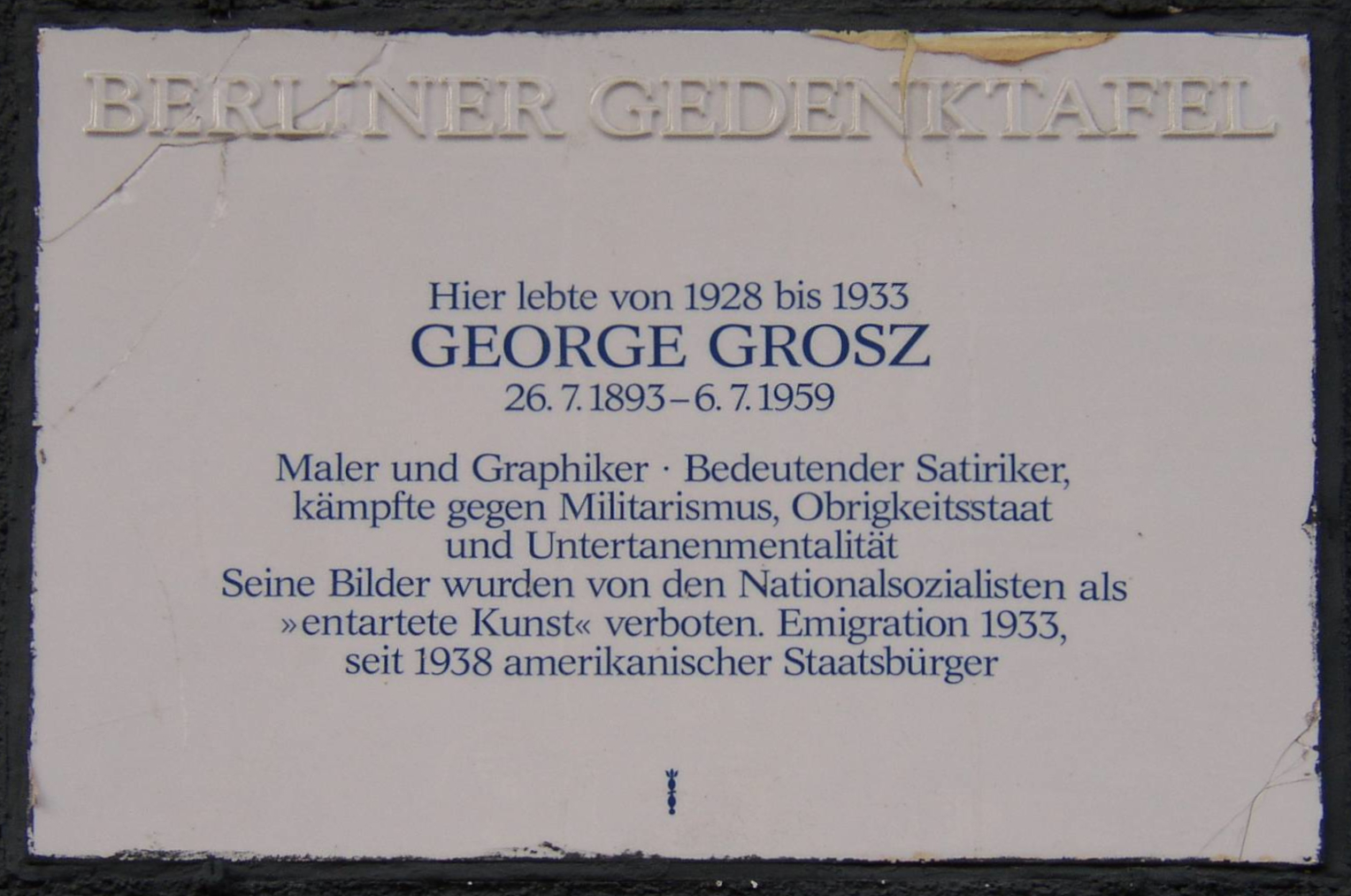
Emléktáblája
Berlin-Wilmersdorf
Trautenaustraße 12.

George Grosz (Berlin, 1893. július 26. – Berlin, 1959. július 6.) német képzőművész.

## Élete
1893. július 26-án született Berlinben. Apja kocsmatulajdonos volt, melynek élménye igen jelentős nyomot hagyott Grosz-ban. Hétéves volt Grosz, amikor az apja meghalt. 1908-ban iskolájából kirúgták, mert visszaütött egy tanárnak. A Drezdai Akadémiára ment, itt sem tudott beilleszkedni. 18 éves korában a Berlini Iparművészeti Iskolába ment, mert ott szabadabb szellem uralkodott. A főiskolai tanulmányok mellett szorgalmasan tanulmányozta a vicclapok karikatúráit, érdeklődéssel figyelte és másolgatta az éretlen gyerkőcök árnyékszéki rajzolmányait. A megélhetés nehézségei a vicclapok felé terelték: humoros, szatirikus rajzai nagy keresletnek örvendtek. 
1914 és 1915 között katona, majd felmentik. Bátor, politikailag nyílt festő volt, ami manapság nemigen jellemző a festőkre. Kompozíciói inkább vonalasan grafikusak, mintsem festőiek. Gyűlölte a kegyetlenséget, és az emberi boldogságról álmodozott; talán ezért sikerült oly kegyetlenül ábrázolnia azokat a jól trágyázott melegágyakat, ahol a jövendő Obersturmbann-führereket, a hadizsákmányokat kedvelő hölgyeket, meg Auschwitz kemencerakóit tenyésztették. Grosz szatírája nemcsak az uralkodó társadalmi rend ún. kinövéseit és árnyoldalait vetkőzteti pőrére, hanem az egész rendet, összes gazdasági, politikai és kulturális tényezőivel együtt, tövestül, koronástul.
Grosz felé nemcsak a közönség és a kritika fordult élénk figyelemmel, hanem a német ügyészség is. Képeit és rajzait hol az állami rend, hol a erkölcs ellen irányuló vétségeknek minősítették, elkobozták, betiltották.
Első képei még szecessziós, expresszionista vonásokat hordoznak. Majd képein megjelenik a futurizmus hatása is. A figurák hol perspektíva nélküli, hol pedig sokperspektívájú „összevisszasága”, a tárgyak és alakok kaleidoszkóp-szerű egyidejűsége, átvágásaik, a hátsó és első síkok egymásba hatolása jellemzi e felfogásban festett képeit. De a futurizmus az elkésett fejlődés problémáival küzdő, a társadalmi ellentétektől sokrétűen széthasogatott, erős munkásmozgalommal rendelkező Németországban nem tudott elhatározó erőre kapni. George Grosz művein is egy szatirikus verizmussal párosult: így Grosz a széttört teret reális figurákkal népesíti be, akik ugyan a széttört időben, de reálisan léteznek. A verizmus – az olasz századforduló „verismo”-ja nyomán keletkezett elnevezés – a festészetben naturalista ízt, a valóság túlzott hangsúlyozását, nemegyszer iszonyatos részletezését jelenti.
- Az utca (1915)
- Este (1915)
- Fekvő akt a szobában (1915)
- Kávé (1916)
- Kávéház (1916)
- Öngyilkosság (1916)
- Szerelmi bánat (1916) Edvard Munch képeit idézi emlékezetünkbe; az üres vendéglői szobában egyedül üldögélő, sétapálcáját szorongató, a szerelmi vágytól felgerjesztett ifjú a kabátján áttűnő hatalmas revolverrel, a mellette levő széken egy lerágott gerinc, a teremben hátul a csontember figurája; mindez a Jugendstil sápadt vízióira emlékeztet.

1916 júliusában indult meg Wieland Herzfelde (később Heartfield néven) lapja a „Neue Jugend”, ez Grosz rajzokat is közölt. A két művész, Grosz és Heartfield együttműködésének első eredménye a fotómontázs eszközére való újra rátalálás és annak új értelmű felhasználása volt. Grosz a dadaista periódusa elmúltával nem igen élt ezzel a technikával, John Heartfield volt az, akinek a keze alatt a fotómontázs a modern politikai agitáció klasszikus eszközévé vált.
- Boldogtalan feltaláló (Heartfield portréja I.): Csavaros aggyal jelenik meg.
- Heartfield portréja II.: Szíve helyén gép található. Heartfield bűnözőként jelenik meg.

## Rajzok
- Utcasarok (1915)
- Kéjgyilkosság az Acker utcában (1916)
- Külváros (1916) Az expresszionizmus jegyében fogant; torz, zaklatott formák, az utcakép felfogása, az alakok megjelenítése.
- Gyalogosok (1917)
- Járókelők II.
- Friedrich utca (1918)
- Sorozóbizottság (1918)
- Éva (1918)
- Éjjel (1919)

A németeket rendkívül gyűlölte, ám ennek a gyűlöletnek egy mélyebb, ember-gyűlölet alapja van. Véleménye szerint az ember azért megvetendő, mert csak szerez és párzik. Embergyűlölete öngyűlölet is volt. Kettős attitűddel rendelkezett: gyűlölte a berlini televényt, de imádta annak éjszakai életét. A dada klubban aktívan részt vett, sokszor sértegette a közönséget, s emellett énekelt is.
- Metropolisz I. (1916-17) A fő témája Berlin, mely sokszor vörösben, vonuló buta tömegekkel jelenik meg.
- Metropolisz II. (1917)
- Oscar Panizza emlékére (1917-18) A nézőpontok burjánzásában futurista és kubista hatások fedezhetőek fel. Oscar Panizza, egykori müncheni elmegyógyász anarchista hajlamú, kíméletlen kritikát tartalmazó, Poe-ra emlékeztető fantasztikus elbeszélései nagy hatással voltak a fiatal művészre. A harsogó színekkel festett kép középpontjában koporsón ülő csontváz eszik, előtte egy lelkész tartja magasra a keresztet. Az elhízott lelkész gyakori figurája lesz Grosz-nak. Körülöttük zajlik a nagyváros utcáin fel-s leáramló, semmivel sem törődő alakok tébolyodott, szédületes hullámzása. Az arcok karikatúra-szerűek, a házakban éjjeli tivornya zajlik, mindenki ébren van, mindenki mozog, iszik, lármázik, harsonázik, saját örömére-dolgára ügyelve, s kisebb gondja is nagyobb a költő elhunytánál.
- Járókelők I.
- Robbanás (1917)
- Veszélyes utca (1917)
- Szürkület: Háború utáni társadalmi keresztmetszetet mutat meg. Egészen fasisztoid fejekkel ábrázolt embereket látunk, olyanokat, akik a háborúban gazdagodtak meg. De itt van a kurva és a vak is.
- A kis nőgyilkos (1918)
- John a kis nőgyilkos (1918)
- Németország (1918)

A militarizmus és ostoba szövetségesei ellen, a kispolgár jóvátehetetlen, buta nemtörődömsége ellen lázít. A kép közepén egy „jóravaló” tartalékos tiszt ül a terített asztalnál, a polgári élet rekvizitumai közepette: sült hús, szivar, és a Lokal-Anzeiger. Körülötte a polgári élet motívumainak szédületes kavargása: gyárak templomok kaszárnyák, bordélyok. Legalul pedig a társadalom három pillére, a polgárság „szentháromsága”: a lelkész Bibliával, a katonatiszt csillaggal s a tanár, hóna alatt Goethe kötettel, bal vállán a fekete-fehér-vörös csíkos (Németország nemzeti színei) ruhát hordozó marionettet ugráltató bottal. Alul a bal sarokban Grosz önarcképe, a koponya tájékán vörös lyukkal (talán öngyilkosságot jelez).
- Kötéltáncosnő (1918)
- Prostituált (1919) A nő igencsak csúnya.
- Cím nélkül (1920)
- Egy republikánus automata (1920)
- Szürke nap (1921)
- Matuzsálem (1922)
- Nő házassága egy pedáns automatával (1920)

Grosz rajzaival széles körképet festett a gyűlölt uralkodó osztály erkölcseiről és magatartásáról. Megmutatta igazi arculatát, amely jelszavai, szólamai mögött rejtőzött, vallásosságát, szerelmi és üzleti erkölcseit, hazafias jelszavait, a nagytőkések gátlástalanságát, a kispolgár jellemtelenségét, állhatatlanságát.
- Egészségedre Noske! A proletariátus le van fegyverezve! (1919)

Újságokban megjelenő, akkor rendkívül agitatív, világos és egyértelmű rajzokban támadta a polgárságot. Ezen a képen a novemberi forradalmat a Reischwehr-egységek és fehérgárdista szabadcsapatok segítségével leverő szociáldemokrata vezetőt támadta. A rajz közepén Reischwer-sisakos katonatiszt áll, övében pisztollyal és kézigránátokkal, egyik kezében kihúzott kard hegyére tűzött halott csecsemő, a másikat pohárral emeli magasra; körülötte az utca tele van halottakkal.
1920-ban „Isten velünk” címen kilenc litográfiát jelenített meg.
- Sorozóbizottság (1918) A törzsorvos az eléje kerülő foszladozó bőrű csontvázat vizsgálja kerek fejéhez illesztett fülhallgatójával, hogy megállapíthassa: K. V. (azaz kriegsverwendungsfahig – alkalmas). Jellegzetes alakok között zajlik a vizsgálat. Elöl, nekünk háttal két magas rangú katonatiszt mesél egymásnak viccet: jellegzetes porosz figurák, kövér nyakkal, szögletes állkapoccsal. Mellettük a butaság szobraként áll az altiszt; jobboldalt az asztalnál pedig a szorgoskodástól és igyekezettől ráncolt homlokú írnok és a jóllakottságtól terpeszkedő kapitány ül. Balra egy nőies szanitéc szolgálatkész kispolgári kereszténységével álldogál tisztelettudóan.
- Béke a tőke és a munka között (1923)
- Ecce Homo (1921)
- Krisztus gázmaszkkal (1928)
- Minden visszatér egyszer (1923)

## Neue Sachlichkeit korszaka
1925 körül Grosz Neue Sachlichkeit korszaka következik. Az avantgardból kiábrándul. Képei látványelvűbbek lesznek, hideg, fanyar, új tárgyiassággal felruházva. Ez időben a kapitalizmus stabilizációjával a német militarizmus s a mögötte álló német nagytőke végleg úrrá lett a helyzeten. Ez sok haladó művészt kiábrándított; a kritikai hang alábbhagyott, lemondtak a kor égető problémáinak tárgyalásáról. Ennek a következményeként a szubjektivizmus csodálatos virágai hajtottak ki a német művészetben. A legextrémebb szimbolisztikus áramlatok nőttek naggyá. Ezen túlhajtott absztrakció ellenhatásaként született meg a valóság „sachlich” (tárgyias) visszaadására való művészi törekvés. Hartlaub értelmezése szerint „a kifejezés (Neue Sachlichkeit) az akkori korszellem rezignáltságára és cinizmusára vonatkozott (az expresszionizmusban kifejeződő), túláradó remények korszaka után. Cinizmus és rezignáció a Neue Sachlichkeit negatív oldalai. Pozitív oldala tükröződik a meztelen valóság iránti lelkesedésben, amely abból származik, hogy a dolgokat teljesen objektíven és anyagi szubsztanciájukban lássuk anélkül, hogy őket előzetesen eszmékkel terheljük.” A csoport egyik szárnya romantikus, míg a másik radikális verizmussal a kapitalizmus igazságtalanságai ellen küzd, s ezek a volt dadaisták, akik a Kommunista Pártot segítették művészetükkel. Közéjük tartozott Grosz is.
- Max Hermann I. (1925)
- Max Hermann II (1927)
- Dr. Félix Weil (1926)
- Lotte zöld ruhában (1926)
- Walter Mehringa regényíró (1926)
- Max Schmelling a bokszoló (1926)
- Nő fekete kabátban (1927)
- Önarckép intő kézzel (1927)
- Önarckép kalapban (1928)
- Rudolf Schlihter (1929)

1922-33-ig kemény politikai karikatúrákat festett. Itt a kollázs motívumai jelennek meg, sok-sok testnedvvel. Munkássága szorosan egybeforrt a német politikai eseményekkel. Pozitív alakokat sehol sem lát: a proletár is csak mint a tőkés figurájának kontrasztja, a rendszer kiszolgáltatottja, áldozata jelenik meg művein, és soha sem saját, egyénített arculatával. Megjelenítései már nem a valóság torz képei, hanem egy torz valóság kíméletlen ábrázolása. Grosz szituációkat állít elénk, ahol figurái cselekedetükön át válnak gyűlöletessé. Így juttatja érvényre nézetét: ez a polgári világ korhadt, rothadt, szétverésre ítéltetett. Hogy ki és mi módon fogja szétverni, mi következik azután, az már túlhaladja Grosz világképét.
- A társadalom támaszai (1926) Az előtérben egy jogász jelenik meg. Minden szereplő kezében sör fedezhető fel, ez utal Nietzsche megállapítására, miszerint a németek azért buták, mert sok sört isznak. A jogász fejéből háborús gondolatok áradnak ki. Az újságíró fején bili, a politikus fején szarkupac. Egy részeg lelkész a háttérben megáldja a fegyvereket, hátuk mögött kaotikus égő tájat szemlélhetünk. Az egymásra épülő kompozíciónak Németországban nagy hagyománya van.
- A dollár napfogyatkozása, Nyári sötétség (1926) A dollár „napfogyatkozásáról” van itt szó. Az iparmágnás kardokkal jelenik meg.
- Bent és kint (1926)
- Promenád (1926)
- Házaspár (1926)
- Ülő nő (1926)
- Tájkép Marseille-ben (1927)
- A modell (1928)
- Agitátor (1928) Ezen a képen szakít a „sachlich” szárazsággal, korai rajzainak stílusában dolgozik. A hideg kék és zöld alapszínben tartott képsík közepén áll a náci agitátor, kabátja alól kilógó hatalmas karddal. Melle teleakasztva háborús kitüntetésekkel, köztük a vaskereszt a rajta csüngő szív alakú fekete-fehér-piros érdemrenddel. Egyik kezében hatalmas fejsze, a másikban vörös masnis trombita, mellette háromlábon álló dob verőkkel. A figura a vásári kikiáltók jellegzetes tartásával deklamál: feje felett megjelenik, amit ígér: a földi Eldorádó. Körülötte bruegeli figurák galériája: az ostobaság és élvetegség orgiája dúl az arcokon.
- Fogház kápolnája (1928)
- Két akt (1929)
- Akt fekete harisnyában (1930)
- Hentes (1930)
- Utca Berlinben (1931)
- Berlini utca (1931)
- Koldus (1931)

1933-ban a német nagytőke segítségével a nácik jutottak hatalomra. A német nép legjobb fiai ezerszámra pusztultak el koncentrációs táborokban; aki tehette, emigrált. Ezt a sorsot választotta Grosz is, Amerikába ment, életének hátralevő esztendeit, az utolsó néhány héttől eltekintve, itt töltötte. Természetesen csalódik itt is az emberekben és elszigetelődik. A düh, amely Németországban táplálta, megszűnt. Rengeteg erotikus rajzot készít, iszonyatos méretű nemi szervekkel ellátva.
A New York-i élmények és Németországra emlékezés: kettős élményeinek hatására a születő ouvre is két irányba ágazik. Csodálatos szépen rajzolt aktok, puhán omló, kontraposztos vonalú testek váltakoznak vad, kemény látomásokkal. A háborús pusztítások hírei szülik a karóember-képek sorozatát. E karóemberek csontvázhoz vagy madárijesztőhöz hasonlatosak: törzsük és végtagjaik vékonyak, nyújtottak, botszerűek, fejük hosszúkás tojás alakú, hajuk tüskéhez hasonlít. E karóemberek egy elpusztított világban laknak: mintha a hold, ember nem lakta vidéken járnának, körülöttük pusztulás, romok – s ők magukhoz hasonló túlélő lények. Az apokalipszis jelenései kelnek életre e sorozat alkotásain, melyeket Goya rémlátomásaihoz hasonlíthatunk.
- Alsó Manhattan (1934)
- Pár (1934)
- Dögkeselyű (1937)
- Emlékezés (1937)
- Önarckép akttal (1937)
- Önarckép festés közben (1938)
- Cape Cod-i dűnék (1938)
- Legszebb években:
- Világom egy része (1938) Pálcika-szerű embereket látunk. Apokaliptikus vízió, melynek hagyománya a Dunai Iskolában gyökerezik.
- Háború istene (1940)
- Az erő meglep két kis költőt egy kiránduláson (1942)
- A vándorló (1943)
- A túlélő (1944)
- Káin (1944)
- A verem I.. (1946) A sorozat záróakkordja. Itt az emberiség sorsáról fest képet. Szürrealista szimbólumok, középkori és modern allegóriák tolmácsolják Grosz kétségbeesését. A verem mintha Dante Poklának egyik bugyra lenne, melyben az emberi gonoszság sokarcúságát vehetjük szemügyre. Az alul tátongó verem szája mellett álló mankós rokkant katonától a kép tetején megjelenő karóemberig, az akasztott embertől a meggyalázott nőig s a felperzselt földig széles körképben foglalja egybe a világot, legalábbis, ahogy ezt ő látja.
- A verem II. (1958)
- A lyuk festője (1948)
- Szürke ember tánca (1949)
- Város a folyó felett (1948)
- Keresztre feszített sonka (1949)

## Aktok
- Két akt (1936)
- Tanulmány Rubens után (1939)
- Térdeplő nő egy öregebb férfival (1935)
- Dűnén fekvő nő egy rajzoló festővel (1940)
- Közeledő akt (1940)
- Fallosz felett nőiesen mozgó akt (1935)
- Félig felöltözött álló alak (1940)

Az osztályharc másik síkra terelődött: a nácik rémtettei mellett érdektelenné váltak a polgárok erkölcsei. A nácizmus ellen harcolni kellett, olyan általános emberi értékek védelmében, mint az ember szabadsága, emberi jogai stb., melyeket a náci brutalitás kétségbe vont és semmibe vett. Ez az oka annak, hogy Grosz erről az időszakról, mint a „mindent elölről kezdés” korszakáról beszélt; hogy ez időtől kezdve más problémákat tárgyalt, más hangnemben.
1936-ban az első publikált kötete az „Interregnum”. Rajzai zömmel a német helyzetről tudósítanak, náci jeleneteket idéznek fel: házkutatást, vallatást, látomásokat.
- Apokaliptikus lovas (Én mindig jelen voltam) (1936) A hátsó lábain ágaskodó nyerítő gebén gépfegyveres, álarcos katona ül, körülötte lövedékek robbannak. A rajz hátán szöveg: „A lovas ismét szabadjára van engedve.” – s az évszám a spanyol polgárháború kitörésének esztendeje.
- Ez majd megtanítja őket (1935)

## Kései kollázsok
- Bohóc New Yorkban (1957)
- A kutya mint szerzetes (1958)
- A szfinx szelleme (1958)
- Elvarázsolt szatócsbolt (1958)
- Főzőiskola (1958)
- Frankfurti kolbász (1958)
- Kolbászok völgye (1958)

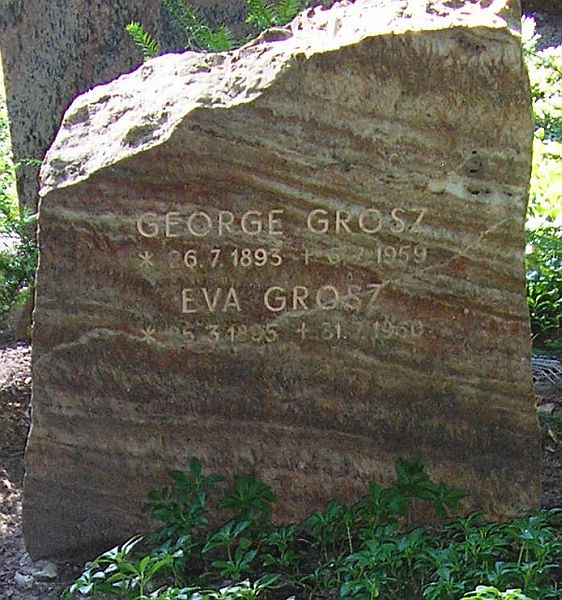
Grosz síremléke Berlinben

1949 után Grosz alkotó ereje rohamosan csökkent. Nyugtalansága visszaűzte őt Európába: 1953-ban hazalátogatott Berlinbe. A kettéosztott városban azonban egészen más világot talált, mint amit húsz évvel korábban elhagyott. 1959-ben tért vissza másodszor Berlinbe és pár nap múlva – rejtélyes körülmények között – egy kocsmázás után meghalt.